# Майже стемніло (фільм)
«Майже стемніло» (англ. Near Dark) — американський фільм жахів 1987 року режисера Кетрін Біґелоу. В головних ролях Едріан Пасдар, Дженні Райт, Ленс Генріксен, Білл Пекстон та Дженетт Голдстін.

## Синопсис
Син фермера з маленького містечка в штаті Оклахома знайомиться з привабливою дівчиною, після чого вступає в зв'язок з сім'єю кочових американських вампірів.

## У ролях
| Актор              | Роль         |
| ------------------ | ------------ |
| Едріан Пасдар      | Калеб Колтон |
| Дженні Райт        | Мей          |
| Ленс Генріксен     | Джессі Хукер |
| Білл Пекстон       | Северин      |
| Дженетт Голдстін   | Даймондбек   |
| Джошуа Джон Міллер | Гомер        |
| Марсі Лідс         | Сара Колтон  |
| Тім Томерсон       | Лой Колтон   |

## Виробництво
Режисер і співавтор сценарію Кетрін Бігелоу хотіла зняти вестерн; коли вона та її співсценарист Ерік Ред виявили, що важко отримати фінансову підтримку для вестерну, вони вирішили змішати жанр вестерну з більш популярним жанром про вампірів.
Акторові Майклу Біну запропонували роль Джессі Хукера, але він відмовився, оскільки вважав сценарій заплутаним. Роль виконав Ленс Хенріксен.

## Випуск
Прем'єра фільму відбулася на Міжнародному кінофестивалі в Торонто (TIFF) у вересні 1987 року.

### Каса
«Близько темряви» вийшов на широкі екрани 2 жовтня 1987 року в 262 кінотеатрах, зібравши 635 789 доларів США в перші вихідні. За другий тиждень прокат фільму розширився до 429 екранів. Загалом зароби склали 3,4 мільйона доларів, що нижче бюджету в 5 мільйонів доларів. 

## Скасований ремейк
Ремейк фільму був оголошений у жовтні 2006 року спільним виробництвом кінокомпаній Rogue Pictures і Platinum Dunes, режисером був Семюель Баєр. У грудні 2008 року продюсер Platinum Dunes Бредлі Фуллер заявив, що проект було призупинено через схожість концепції з «Сутінками» (2008).

## Зовнішні посилання
- Майже стемніло на сайті IMDb (англ.)
- Майже стемніло (фільм) на сайті AllMovie (англ.)
- Near Dark на сайті Rotten Tomatoes (англ.)
- Bright Lights Film Journal essay